# 蔵田玲子
蔵田 玲子（くらた れいこ、1969年7月21日 - ）は、abn長野朝日放送のアナウンサー。
宮城県仙台市出身。宮城県第二女子高等学校、信州大学経済学部卒業。

## 略歴
- 1992年、長野朝日放送入社[1]。
- 2011年11月、第一子（長男）を出産した。

## 現在の担当番組
- 金曜☆ときめきモール (2017年10月13日 - ) パーソナリティー

## 過去の担当番組
- abnステーション（1994年9月 - 2011年9月30日）キャスター
- 駅前テレビ